# Ymddiddan Arthur a’r Eryr
Ymddiddan Arthur a’r Eryr („Die Unterredung Arthurs mit dem Adler“) ist eine Legende, vermutlich aus dem 12. Jahrhundert, und gehört zur walisischen Mythologie über König Arthur.

## Bedeutung und Form
Die kurze Erzählung berichtet über einen Disput zwischen Arthur, hier Kleinkönig in Cornwall und noch nicht britannischer König, und seinem verstorbenen Neffen Eliwlad, der in der Gestalt eines Adlers weiter existieren muss. Der ansonsten stets als christlicher Held beschriebene Arthur wird hier als Heide geschildert. Er will den verzauberten Neffen befreien, deshalb erbittet und erhält er zu diesem Zweck religiöse Belehrung über die Macht Gottes und die Ergebenheit in das eigene Schicksal.
| ARTHUR: Yr Eryr, nefaw[l] dighet, Or ny chaffaf y welet, Beth a na Crist yr a'e cret? YR ERYR: Arthur, wydua llenwenydd, Wyt lluossawc argletryd: Ty hun Dydbrawt a'e gwybyd. | ARTHUR: Adler, mein himmlisches Schicksal, Wenn ich ihn nicht sehen kann, Was tut Christus für jene, die an ihn glauben? DER ADLER: Arthur, Thron der Freude, Du bist Herr über viele Mannen: Du wirst es am Tage des Gerichtes selbst erfahren. |

Nach Ansicht mancher Keltologen könnte es sich dabei um einen Versuch der christlichen Kirche handeln, den Gläubigen und Ungläubigen das Christentum auf diese Art näherzubringen. Das ursprüngliche Volksmärchen wurde wahrscheinlich dementsprechend von einem Mönch umgearbeitet.
Das Werk wurde in einer Handschrift aus dem 14. Jahrhundert gefunden und besteht aus rund 50 englynion (walisische Strophenform).